# ناصر بورمهدي
ناصر بورمهدي ( الفارسية: ناصر پور مهدی محمد رضا بهلوي رضائي (بالفارسية: محمد رضا بهلوي رضائي؛ مواليد 1959، أصفهان، إيران ) هو لاعب كرة قدم إيراني متقاعد ومدرب حالي.

## بداياته
وُلِد عام ١٩٥٩ في أصفهان، إيران. تخرج من جامعة آزاد.

## مسيرة اللعب
- 1973–1974: لعب لنادي البرز-أصفهان.
- 1975–1976: لعب لصالح ممثلي الشباب في نادي أصفهان.
- 1977–1978: لعب لصالح ممثلي شباب أصفهان.
- 1976–1978 (3 سنوات): لعب لصالح نادي زوب آهان في دوري تخت جمشيد الوطني في فئة الشباب والكبار.
- 1979–1980: اللعب في نادي أصفهان برغ والفوز بلقب البطولة في محافظة أصفهان.
- 1981–1982: لعب لنادي أصفهان باس.
- 1983–1984: اللعب لصالح نادي الدرك (الجيش) في أصفهان والحصول على المركز الأول على مستوى المحافظة في المسابقة التي أقيمت لاختيار الفريق المتأهل للدوري الوطني.
- 1985–1986: لعب لصالح نادي أصفهان سازمان جوشت وحصل على المركز الثاني في الدوري المحلي لكأس الجمهورية.
- 1982–1984–1985–1986: لعب لصالح ممثلي محافظة أصفهان للكبار، وشارك في منافسات البطولة الوطنية ودوري قدس لمدة خمس سنوات وفاز بلقب البطولة الوطنية مرتين.
- 1987–1988: لعب لصالح جامعة نجف آباد آزاد، وحصل على لقب البطولة على مستوى المنطقة والثاني على مستوى البلاد.
- 1988–1989: لعب لصالح نادي طهران سازمان جوشت، وفاز باللقب الأول في دوري الدرجة الثانية.
- 1990–1991: اللعب في نادي طهران كشاورز، والحصول على التأهل للعب في الدوري الوطني الإيراني.
- 1992–1993: اللعب لصالح نادي زوب آهن أصفهان، والفوز بلقب بطولة المحافظة والوصول إلى التصفيات المؤهلة للعب في الدوري الوطني.

## التدريب
- 1979–1982: مدرب رئيسي لنادي أصفهان باس لمدة أربع سنوات.
- 1979–1982: مدرب رئيسي ومدرب لمختلف الفئات العمرية لممثلي المحافظات في أصفهان خلال مسابقات البطولة الوطنية، وفاز بألقاب مختلفة.
- 1983–1984: المدرب الرئيسي لنادي أصفهان جندرمري (الجيش)، الفائز بأول لقب إقليمي أقيم لاختيار الفرق المتأهلة للدوري الوطني.
- 1988–1989: المدرب الرئيسي لفريق جامعة نجف آباد آزاد؛ حيث حصل على اللقب الأول في المنطقة والمركز الثاني على المستوى الوطني في مشهد.
- 1993–1998: مدرب نادي زوب آهان (الدوري الإيراني للمحترفين) لمدة خمس سنوات خلال دوري آزادجان الوطني.
- 1998–1999: مدرب رئيسي لفريق فولاد مباركة (الدوري الإيراني للمحترفين) لمدة عام واحد خلال دوري الدرجة الأولى.
- 1999–2000: المدرب الرئيسي لفريق الشباب في نادي زوب آهان (الدوري الإيراني للمحترفين)، الفائز ببطولة المحافظات.
- 2001-2004: لعب بشكل جيد في نادي أصفهان سباهان (الدوري الإيراني للمحترفين) لمدة أربع سنوات وفاز بلقب البطولة في الدوري الوطني الممتاز الذي أقيم في الفترة من 2001 إلى 2004؛ وفاز ببطولة الدوري المقلدة 2002-2003.
- 2004–2005: المشاركة في دوري بطولة آسيا عبر نادي فولاد مبارك سيباهان (الدوري الإيراني للمحترفين).
- 2004–2005: المدير الفني لنادي فولاد مباركة سباهان (الدوري الإيراني للمحترفين).
- 2005–2006: مدرب نادي بياكان (الدوري الإيراني للمحترفين).
- 2006–2007: مدرب نادي بياكان (الدوري الإيراني للمحترفين).
- 2009–2010: المدرب الرئيسي لنادي أبو مسلم [1]
- 2010–2011: مدرب الحميري (شهر داري أراك) الدرجة الأولى.
- 2013–2013: مدير تدريب نادي BYSC Corona United لكرة القدم في كاليفورنيا، الولايات المتحدة الأمريكية

## انجازاته في التدريب
- دورة خاصة للناشئين والشباب في طهران بإشراف اتحاد كرة القدم.
- المشاركة في ورشة عمل تمارين فسيولوجيا كرة القدم (بقلم توماس رايلي في عام 2000)
- حاصل على شهادة الفئة ب من الاتحاد الآسيوي لكرة القدم.
- حاصل على شهادة الفتور (دكتور هشام منتصر - مدرب الفيفا من سويسرا).
- حاصل على شهادة تدريب كرة قدم متقدمة (من بيلت بينجهام من إنجلترا، مدرب الاتحاد الدولي لكرة القدم).
- حاصل على شهادة تدريب كرة قدم متقدمة (من قبل فيليب ريدن من فرنسا، مدرب الاتحاد الدولي لكرة القدم).
- حاصل على شهادة تدريب كرة قدم متقدمة (من روتيه مولر من ألمانيا).
- حاصل على شهادة متقدمة (أ) من الاتحاد الآسيوي لكرة القدم (من قبل راينهارد شوم من ألمانيا).
- حاصل على شهادة تدريب كرة الصالات (من قبل خافيار لوزانو من إسبانيا).
- حاصل على شهادة تدريب كرة الصالات (من فيكتور هيرمانس - مدرب هولندا).
- حاصل على رخصة المحترفين (رخصة مدرب كرة قدم محترف) من الاتحاد الآسيوي لكرة القدم - المدرب التابع للفيفا: روتيه مولر من ألمانيا 2008. وهو أحد مشاهير كرة القدم.

## أنجازاته كمدرس(1997-2000)
- تدريس دورات متخصصة لمختلف الفئات العمرية في أصفهان.
- تدريس دورات تدريبية للفئتين (ب) و(ج) في أصفهان وكرمان.
- تدريس الصف د في أصفهان.
- تدريس الصف (ج) في أصفهان ثلاث مرات.
- تدريس الصف ج في كرمان مرة واحدة.
- تدريس الصف ج في يزد مرة واحدة.
- مساعد تدريس للصف الأول في أصفهان بإدارة راينهارد فابيش من ألمانيا.